# Puttó

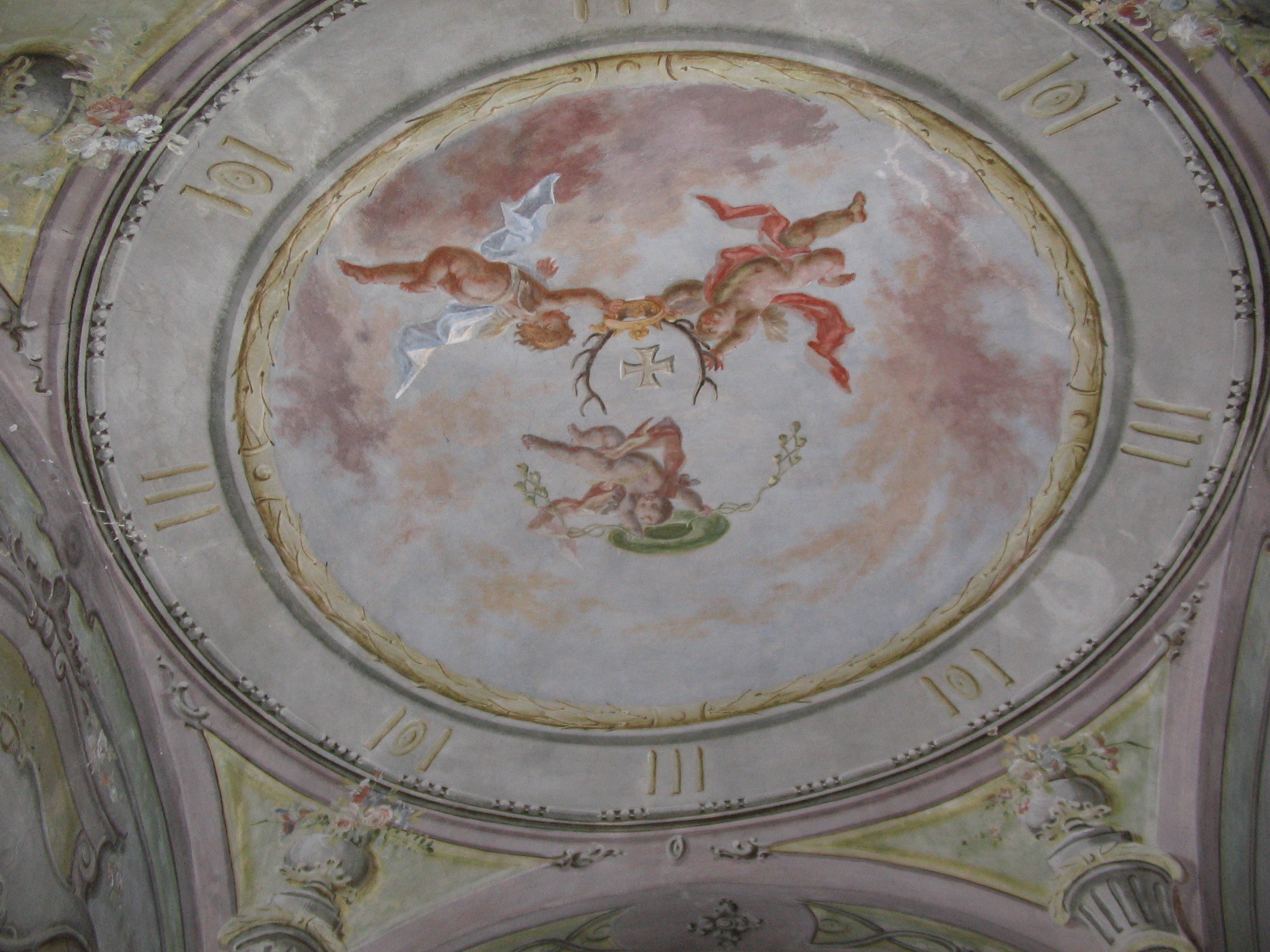
Három angyalka Zichy Ferenc püspöki címerével Fertőrákoson, a püspöki palota emeleti folyosóján

A puttó meztelen, kötelezően pufók gyermekalak a képzőművészetben; a reneszánsz, a barokk és a klasszicizmus kedvelt díszítő motívuma. A keresztény vallásos műveken többnyire szárnyas angyalként, a mitológiai tárgyú alkotásokon pedig repkedő és nyilazó istengyerekként jelenik meg.
A kisgyerekként ábrázolt angyal ősei az ókori római gyermekszarkofágokon gyakran ábrázolt szárnyas gyermekalakok. Ez a fajta puttófigura a reneszánsz művészetben bukkant fel ismét a 15. század elején, eleinte vallásos témájú szobrok mellékalakjaként. Egyebek közt Donatello és Jacopo della Quercia művein rendszeresen visszatérő elem. Gyorsan a síremlékek kedvelt díszévé vált, majd egyre világiasabb szerepekben tűnt fel, gyakran önálló díszítő elemként a legkülönfélébb funkciókban (korlátdísz, gyertya-, illetve lámpatartó stb.) A 15. század második felében már a festőművészetben is megjelentek az angyalkák – helyenként tömegesen. Az intim testrészeket a festők gyakorta szabadon lebegő leplekkel takarták ki.
Szárnyas puttókat a mitológiai tárgyú képeken is előszeretettel ábrázoltak. Itt nyilakat is lövöldöznek, mivel a szárnyas szerelemisten, Amor (Cupido) alakjával egyesítették őket. Ezek a puttók amorett („ámorka”) vagy kupidó néven ismertek.